# Hamirpur (distrikt i Uttar Pradesh)
Hamirpur är ett distrikt i den indiska delstaten Uttar Pradesh, och hade 1 043 724 invånare år 2001 på en yta av 4 316,5 km². Det gör en befolkningsdensitet på 241,8 inv/km². Den administrativa huvudorten är staden Hamirpur. De största religionerna är Hinduism (91,93 %) och Islam (7,96 %).

## Administrativ indelning
Distriktet är indelat i tre kommunliknande enheter, tehsils:
- Hamirpur, Maudaha, Rath

## Städer
Distriktets städer är huvudorten Hamirpur samt Gohand, Kurara, Maudaha, Rath, Sarila och Sumerpur.
Urbaniseringsgraden låg på 16,65 procent år 2001.